# Bischoffena bischoffensis
Bischoffena bischoffensis е вид коремоного от семейство Charopidae.

## Разпространение
Видът е разпространен в Австралия (Тасмания).